# Afídio
Os afídios, afídeos, pulgões ou piolhos-das-plantas são insetos diminutos que se alimentam da seiva de plantas, da superfamília dos afidoídeos, ou Aphidoidea (algumas fontes registam Apidoidea) na divisão Homoptera da ordem dos Hemiptera. Cerca de 250 espécies constituem sérias pragas para a agricultura, floresta e jardinagem ao sugarem a seiva das plantas e servindo como vetor de transmissão de vírus.
A joaninha é um dos seus principais predadores. Existem por todo o mundo, embora a maioria prefira as regiões temperadas.
São mais frequentes em regiões temperadas, onde também existem maior diversidade de espécies, ao contrário do que acontece com outros grupos taxonómicos de seres, que costumam apresentar maior biodiversidade em zonas tropicais. Podem migrar por grandes distâncias, principalmente através de dispersão passiva, levados pelo vento. Por exemplo, acredita-se que o piolho-da-alface (Nasonovia ribisnigri) ter-se-á dispersado a partir da Nova Zelândia para a Tasmânia desta forma. A sua dispersão a nível global deve-se também ao transporte, por parte de humanos, de materiais vegetais infectados.

## Taxonomia
Os afídeos pertencem à superfamília Aphidoidea na divisão homóptera da ordem Hemiptera. Classificações recentes dos Hemiptera reduziu o antigo grupo taxonómico "Homoptera" em duas subordens: Sternorrhyncha (e.g., afídeos, moscas-brancas, cochonilhas (superfamília Coccoidea), psilídeos, etc.) e Auchenorrhyncha (e.g., cigarras, cicadelídeos, membracídeos, fulgoromorfos, etc.). Reclassificações mais recentes rearranjaram substancialmente as família pertencentes aos Aphidoidea: algumas antigas famílias foram reduzidas a subfamílias (por exemplo, Eriosomatidae transformou-se na subfamília Eriosomatinae), e muitas outras antigas subfamílias foram elevadas à categoria de família.

### Relação com filoxerídeos e adelgídeos
São, por vezes, também consideradas como afídios as espécies das famílias Phylloxeridae, Adelgidae e da família extinta Elektraphididae, todos da superfamília Phylloxeroidea, ainda que tenham características distintas. Por exemplo, os adelgídeos não apresentam cornículas, características dos "verdadeiros afídeos". Conhecem-se cerca de 4 000 espécies de afídios, classificadas em 10 famílias (não incluindo as três atrás referidas).

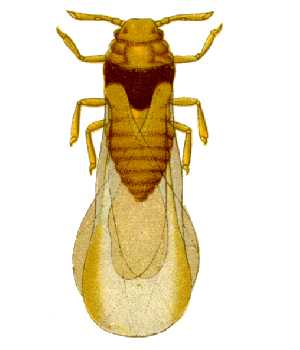
Forma sexúpara de filoxera (Daktulosphaira vitifoliae, por vezes considerada também como sendo um afídeo.)

Segundo alguns taxonomistas, esta superfamília é apenas dividida em três famílias muito proximamente relacionadas em termos filogenéticos: Aphididae, Adelgidae e Phylloxeridae. Neste caso, a família Aphididae aparece dividida nas subfamílias Mindarinae, Anoeciinae, Phloeomyzinae, Hormaphidinae, Calaphidinae (que inclui Drepanosiphinae e Thelaxinae), Lachninae, Chaitophorinae, Eriosomatinae (antes, Pemphiginae), Greenideinae e Aphidinae. Outros autores, ainda, consideram a existência de duas superfamílias: Phylloxeroidea e  Aphidoidea, dentro da ordem Homoptera, caracterizadas por serem compostas por espécies de insetos sugadores de seiva vegetal.
Tal como os afídeos, a filoxera (inseto que causou uma grande praga que devastou a viticultura europeia no século XIX) alimenta-se da seiva que corre nas raízes, folhas e galhos (de videira), mas não produz, ao contrário dos afídeos, nem melada nem secreções das cornículas.
Os adelgídeos também se alimentam de seiva do floema de plantas. Descritos por vezes como afídeos, distinguem-se destes pelo facto de não apresentarem cauda nem cornículas.

## Anatomia

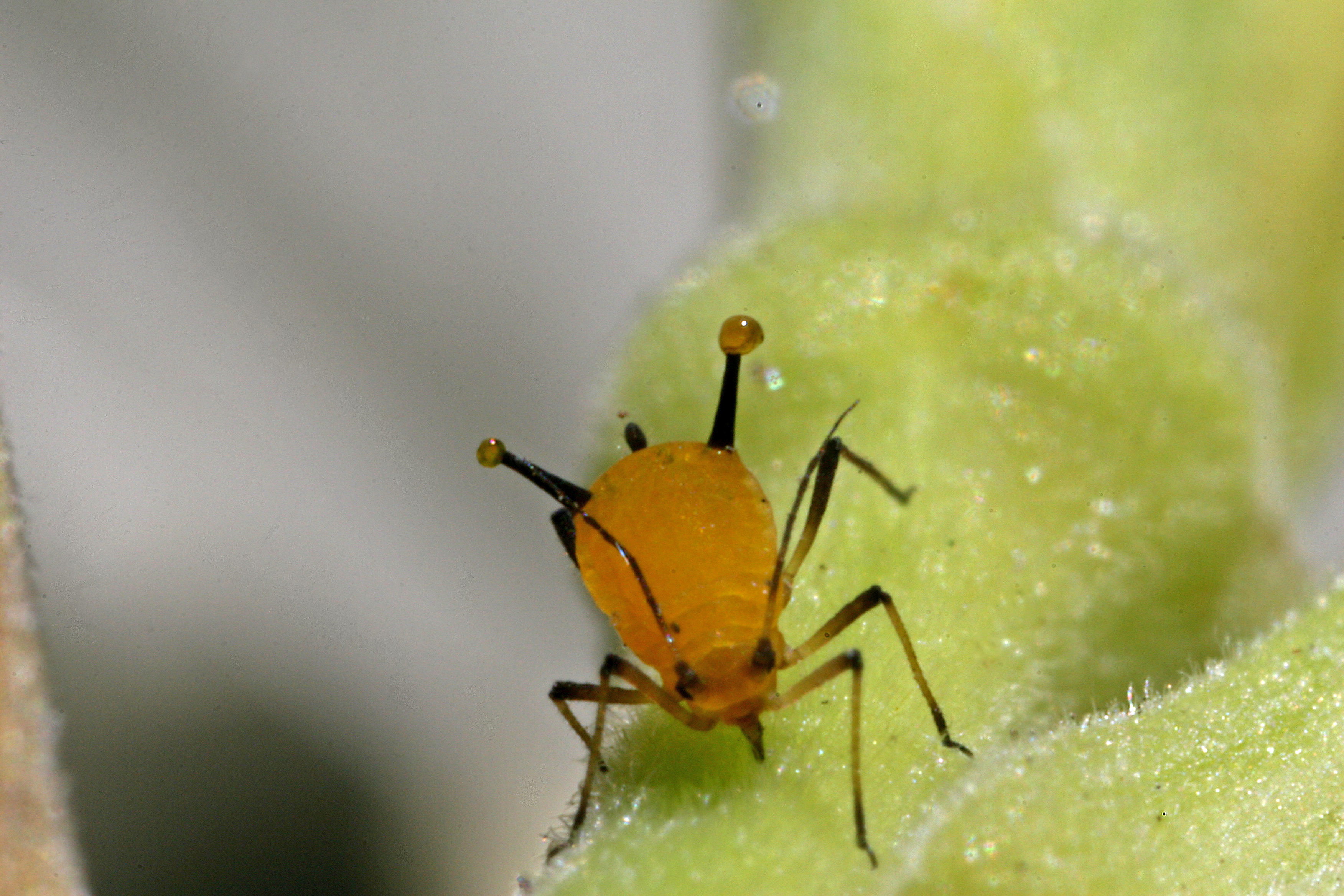
Afídio excretando cera defensiva pelas cornículas.

Variam em tamanho, de 1 a 10 mm de comprimento. São, geralmente, de cor uniforme, baça ou brilhante, existindo espécimes castanhos, cinzentos, amarelos, verdes, vermelhos ou pretos.
Os órgãos que melhor caracterizam estes insectos são as peças bucais designadas como estiletes, que formam uma probóscide que se projecta na zona intermédia-posterior das articulações anteriores, que usam para furar a superfície dos vegetais e sugar a sua seiva.
Os afídeos têm dois olhos compostos e dois tubérculos oculares (triomatídeos), constituídos por três lentes, ou omatídeos, localizados acima e por trás dos olhos compostos. Têm dois segmentos társicos (tarsos biarticulados). O quinto segmento abdominal suporta um par de tubos na superfície dorsal posterior designados como sifúnculos ou cornículas dispostas de forma ascendente, dirigindo-se para a parte posterior do corpo.  Os sifúnculos produzem uma cera defensiva rica em triacilgliceróis. Geralmente, têm também uma projecção, em forma de cauda, na parte inferior, entre as cornículas, no último segmento abdominal.
Têm um corpo mole, longo, com articulações finas. Existem formas com ou sem asas nos dois sexos. As asas, quando existem, formam dois pares enlaçados, transparentes, apresentando apenas uma nervura quitinosa longitudinal proeminente. Em repouso, as asas estão sempre em posição erecta ou horizontal. As antenas dos afídeos são compostas por dois segmentos basais e um flagelo com quatro segmentos. Os últimos três destes segmentos dividem-se numa parte proximal e  uma parte distal, mais fina, designada como processus terminalis.

## Alimentação

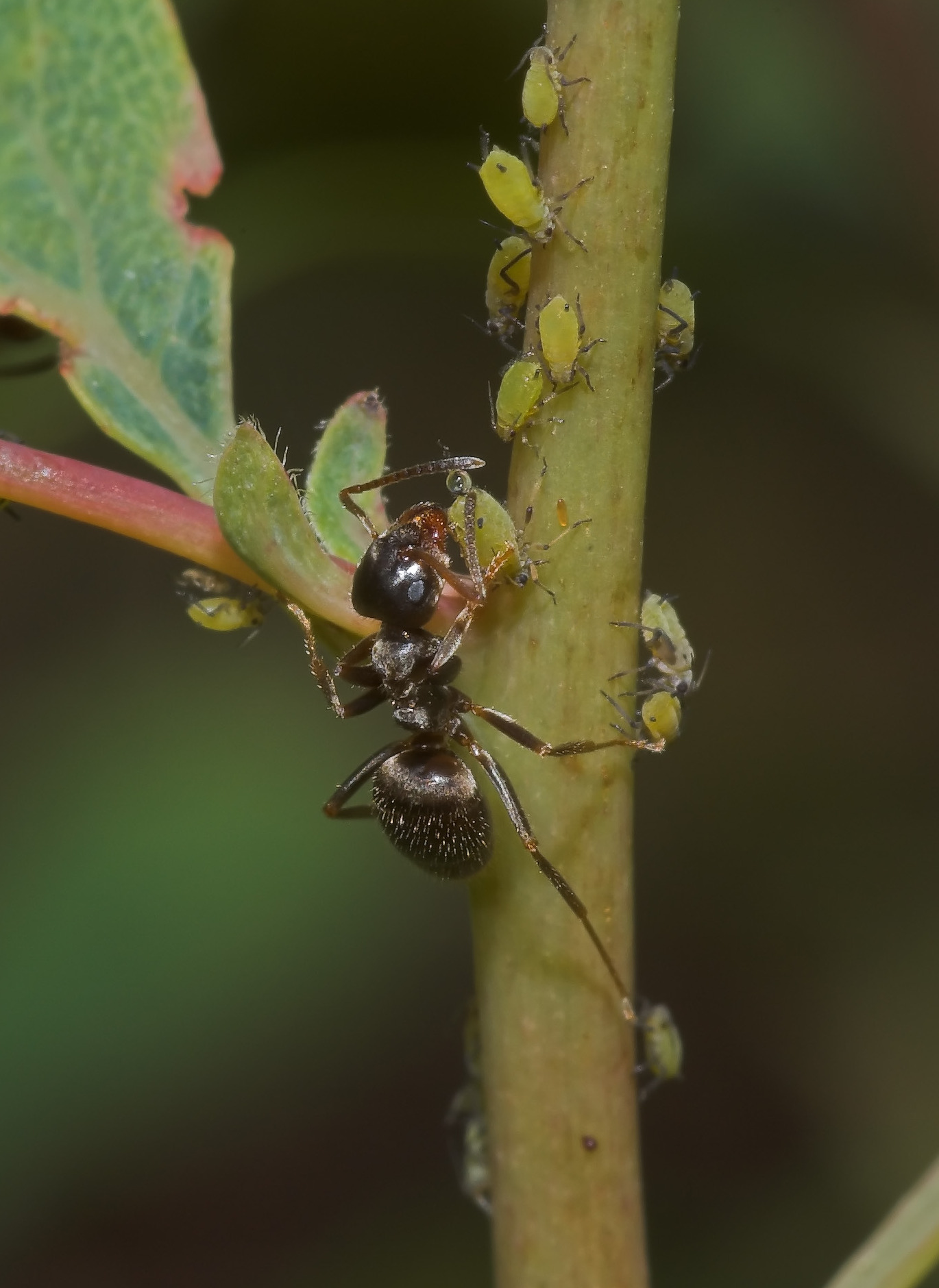
Formiga recolhendo a melada de um afídeo.

Muitos dos afídios são monófagos (alimentam-se apenas de uma espécie de planta - como o piolho-do-morangueiro, ou Aphis forbesi), mas a maioria é polífaga (como o piolho-da-fava, ou Aphis rumicis, que coloniza cerca de 200 espécies).
Tal como acontece com outras superfamílias da ordem Hemiptera (Cicadoidea e Coccoidea), os afídios alimentam-se passivamente de seiva dos vasos condutores do floema das plantas que parasitam. Como esta seiva está sujeita a pressão, entra directamente para o interior do canal alimentar do pulgão quando este perfura o vaso condutor. Os afídeos podem ainda alimentar-se activamente (por sucção) da seiva presente no xilema, quando estão com sede.
Já se acreditou que fossem as cornículas a segregar a substância designada em inglês como "honeydew", ou seja, "orvalho-de-mel" - designada em português, apenas, como "melada" - que os afídeos também segregam. Hoje em dia sabe-se que este é produzido no próprio canal alimentar, análogo aos nossos intestinos, resultando do excesso de seiva que não chega a ser consumida pelo inseto. Como a proporção de açúcares na seiva é muito maior que a de compostos azotados, e acima das necessidades dos afídeos, estes vão necessitar de ingerir grandes quantidades de seiva, de modo a obter a quantidade necessária de compostos azotados. O que não é digerido, vai constituir a melada, rica em açúcares e que é particularmente procurada pelas formigas.

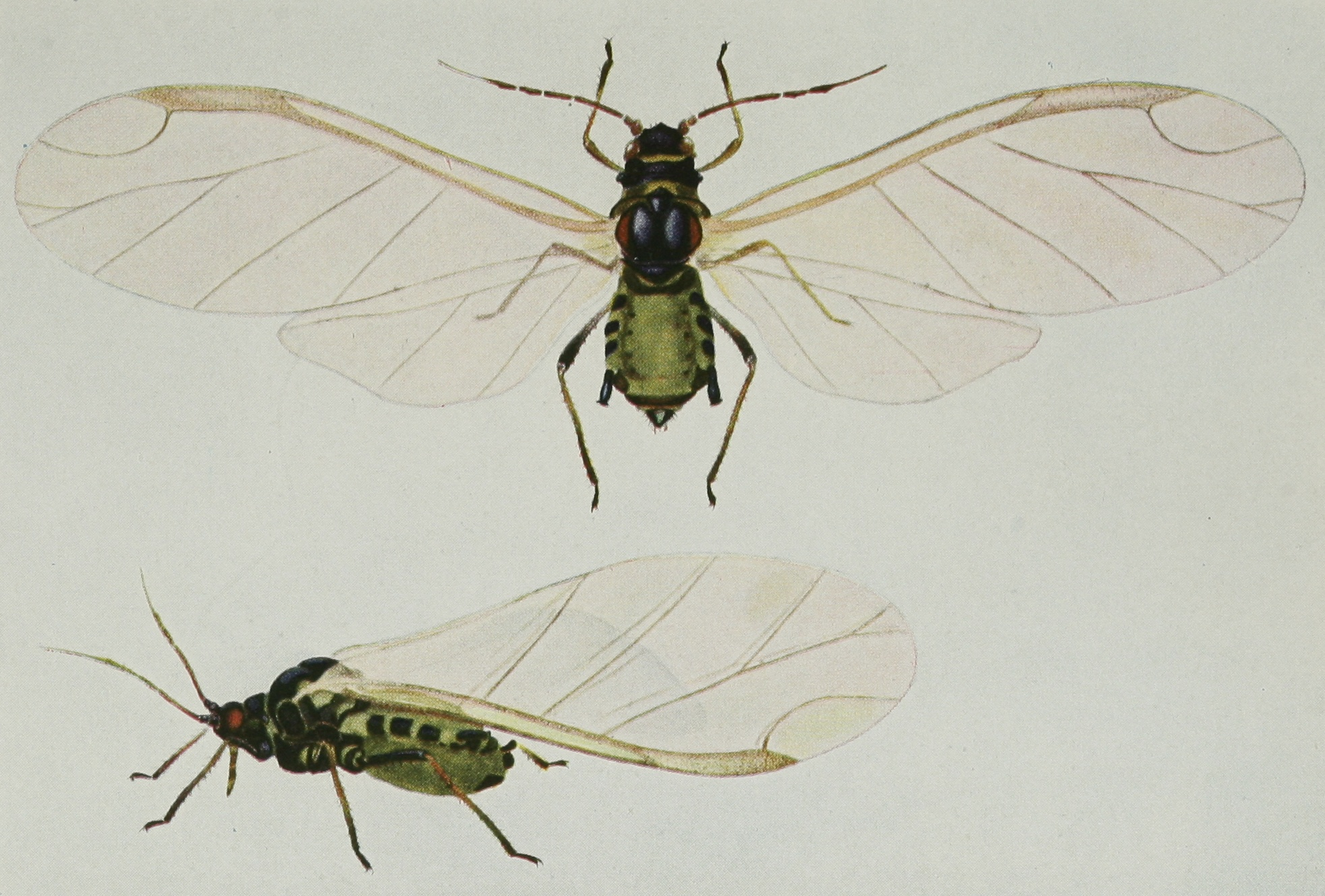
Forma alada de piolho-da-cerejeira-brava que migra, no Outono, dos cereais para o seu hospedeiro primário (azereiro-dos-danados).

### Mutualismo

Formiga do género Myrmica recolhendo a melada de um afídio.

Algumas espécies de formigas criam afídeos, protegendo-os dos seus predadores naturais, de modo a recolher deles a melada que produzem, o que constitui uma forma de mutualismo. É por essa razão que são, por vezes, designados como "vaca-das-formigas" De modo a obter a melada, as formigas acariciam os afídeos com as suas antenas, comportamento que algumas também estabelecem, visando o mesmo fim, com cochonilhas-farinhentas.
Algumas destas espécies de formigas pastoras reúnem e armazenam ovos de afídios nos seus formigueiros durante o inverno. Na primavera, fazem retornar os afídios recém eclodidos para as plantas onde se alimentarão. Outras espécies de formigas, como a formiga-amarela-do-prado europeia, Lasius flavus geram grandes enxames de afídios que se alimentam a partir das raízes de plantas na própria colónia de formigas. As formigas rainhas, ao saírem para fundar uma nova colónia, levam consigo um ovo de afídio para aí criar um novo enxame.
Outra variação neste género de relação entre formigas e afídeos envolve borboletas da família dos licaenídeos e formigas do género Myrmica. Por exemplo, borboletas da espécie Niphanda fusca fazem a postura de ovos em plantas onde as formigas criam uma população de afídeos. Dos ovos nascem lagartas que se alimentam dos afídeos. Nesse caso, as formigas não defendem os afídeos, mas levam as lagartas para o seu formigueiro, onde serão alimentadas e onde serão elas a produzir melada utilizada pelas formigas. Quando as lagartas atingem o seu tamanho máximo, arrastam-se para a entrada da colónia onde se transformam em pupas, dentro de casulos. Duas semanas depois, as borboletas emergem dos casulos e levantam voo.
Algumas abelhas em florestas de coníferas também recolhem melada de afídios para produzir "mel de melada".
Quase todos os afídeos hospedam bactérias endossimbiontes em células especializadas (os bacteriócitos) que, crê-se, sintetizam aminoácidos, esteróis e vitaminas essenciais que não estão presentes na seiva, proveniente do floema, consumida pelo insecto. A bactéria Buchnera aphidicola é a mais comum nestes afídeos e parece estar relacionada com a função reprodutiva e com o desenvolvimento dos afídeos, já que não aparece nos machos e vai diminuindo a sua população à medida que o afídeo envelhece. A bactéria é transmitida às descendentes ainda no estádio de ovo. Outras espécies de afídeos, em particular do grupo Cerataphidini têm células hospedeiras de leveduras no hemocelo.

## Reprodução e migração
Além da sua relevância do ponto de vista económico, os afídios despertam especial interesse devido a fenómenos relacionados com a propagação da sua espécie. No caso do piolho-da-roseira (Aphis rosae), aqui dada como exemplo, ainda que existam algumas diferenças no ciclo de vida de outras espécies de afídeos, a postura dos ovos acontece no Outono, por parte de fêmeas fertilizadas. Esses ovos permanecem junto à planta durante o inverno e eclodem na Primavera, dando origem a fêmeas fundadoras. Em seguida, estas fêmeas, que podem ter asas (virgo alata) ou não (virgo aptera), reproduzem-se partenogenicamente, ou seja, sem a intervenção de qualquer macho, desenvolvendo-se o embrião de novas fêmeas a partir de ovos não fertilizados.

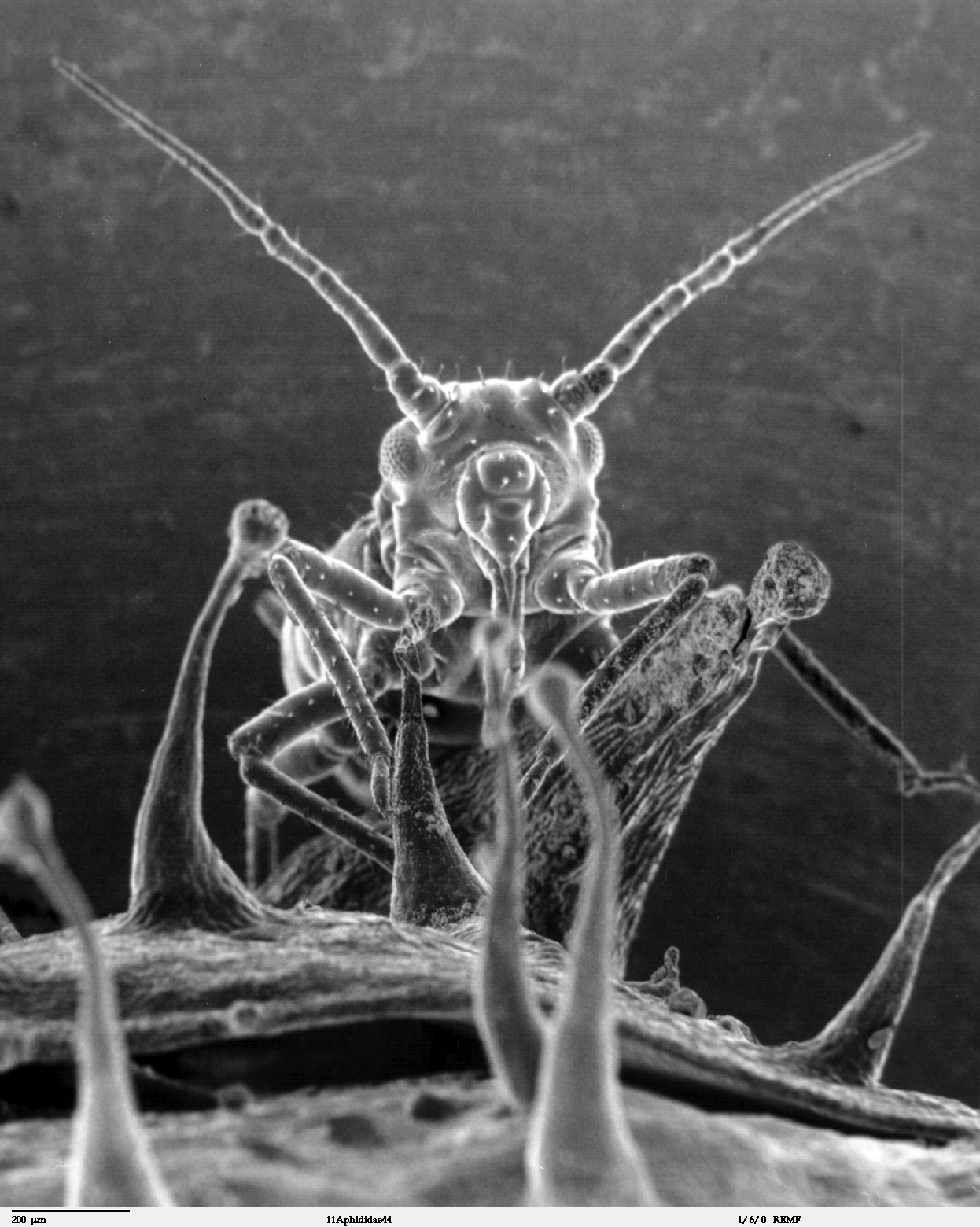
Imagem de afídio obtida através de um microscópio eletrônico de varredura

São especialmente curiosas estas "gerações encaixadas" (telescoping generations), segundo a expressão de Pavel Kindlmann e A. F. G. Dixon, nas quais as fêmeas desenvolvem, por viviparidade, outras fêmeas no interior do seu corpo que, por sua vez, podem já estar a criar outro embrião, como uma série de Matrioskas (as bonecas russas) dentro umas das outras
As novas gerações de fêmeas, assim nascidas, são geneticamente iguais às progenitoras, formando um clone, ainda que tenham menor porte. Este processo de multiplicação dos pulgões mantém-se durante todo o Verão, com gerações sucessivas de fêmeas, chegando, em algumas espécies, a perfazer cerca de 16 gerações, embora algumas espécies tenham apenas duas gerações, como no piolho-verde-do-pessegueiro. Desta forma, uma só fêmea, nascida na Primavera, poderá ter até alguns milhares de descendentes num só ano - quase todos eles fêmeas, excepto no Outono, em que começam a aparecer as chamadas formas "sexúparas", todas elas aladas, incluindo os machos. Dá-se então o acasalamento e são postos os ovos que preservarão a espécie durante os meses frios de Inverno e que incubarão na Primavera. O desenvolvimento de uma ninfa até à forma adulta reprodutora decorre em apenas cerca de oito dias. Contudo, este processo de reprodução sexuada é apenas a resposta aos estímulos climáticos, não respondendo a qualquer "relógio biológico" - de facto, afídeos fêmeas mantidos num meio artificial onde as condições de temperatura se mantêm favoráveis continuarão a sua reprodução agâmica durante anos seguidos, sem ser necessário o nascimento de machos.
Repare-se, portanto, que estas espécies tanto são vivíparas quanto ovíparas, dependendo da época do ano. Durante a Primavera e o Verão reproduzem-se, na maior parte dos casos, por partenogénese, sendo vivíparos (diz-se, por isso, que são fêmeas virginíparas). No Outono reproduzem-se sexualmente, ocorrendo o acasalamento entre machos e fêmeas, e tornam-se ovíparos, realizando a postura de alguns ovos (não muitos). Devido a esta alternância de ciclos reprodutivos distintos, diz-se que estes insectos passam por partenogénese cíclica ou estacional, ou seja, são insectos com reprodução holocíclica.
Ainda que os factores que determinam estes fenómenos ainda não sejam claramente compreendidos, acredita-se que o aparecimento de machos está relacionado com a  descida da temperatura no Outono e com a escassez de alimento. Também se coloca a hipótese de que o nascimento, por viviparidade partenogénica, de fêmeas aladas pode estar relacionado com a diminuição da quantidade ou da qualidade da seiva obtida a partir da planta onde se localiza a colónia de afídeos. As fêmeas com asas poderão, então, colonizar outras plantas, deslocando-se pelo voo - por vezes, chegam a migrar para espécies diferentes de plantas. Por exemplo, o piolho-da-maçã (Aphis mali), depois de produzir sucessivas gerações de fêmeas ápteras (sem asas) junto da planta que tipicamente lhe dá alimento, dá origem a fêmeas com asas que migram e formam novas colónias, por exemplo, em gramíneas, como o milho.

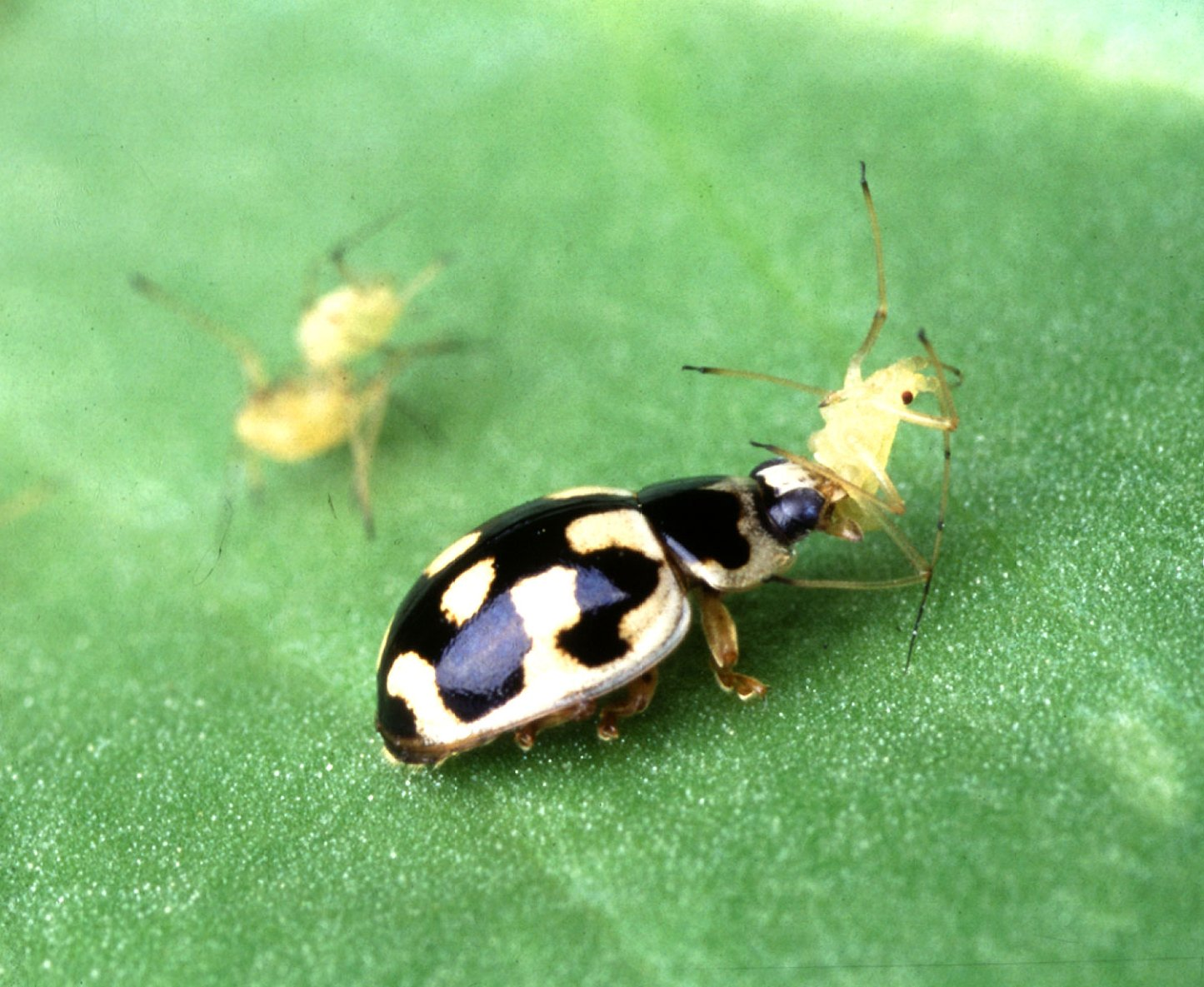
Joaninha comendo um afídeo

As migrações podem ser do tipo absoluto, se todos os afídeos de uma colónia mudam para uma nova planta (abandonando o hospedeiro primário), ou do tipo facultativo, quando apenas parte da população procura um hospedeiro secundário. Os afídeos alados realizam não só o voo activo, mas também voo passivo, planando no vento com grande facilidade, chegando mesmo a acompanhar as massas de ar em movimento até cerca de 5 000 metros de altitude, como foi comprovado por Lucien Berland que capturou algumas espécies nestas regiões atmosféricas. Este poder de dispersão justifica o facto de as suas espécies serem consideradas ubíquas ou cosmopolitas.

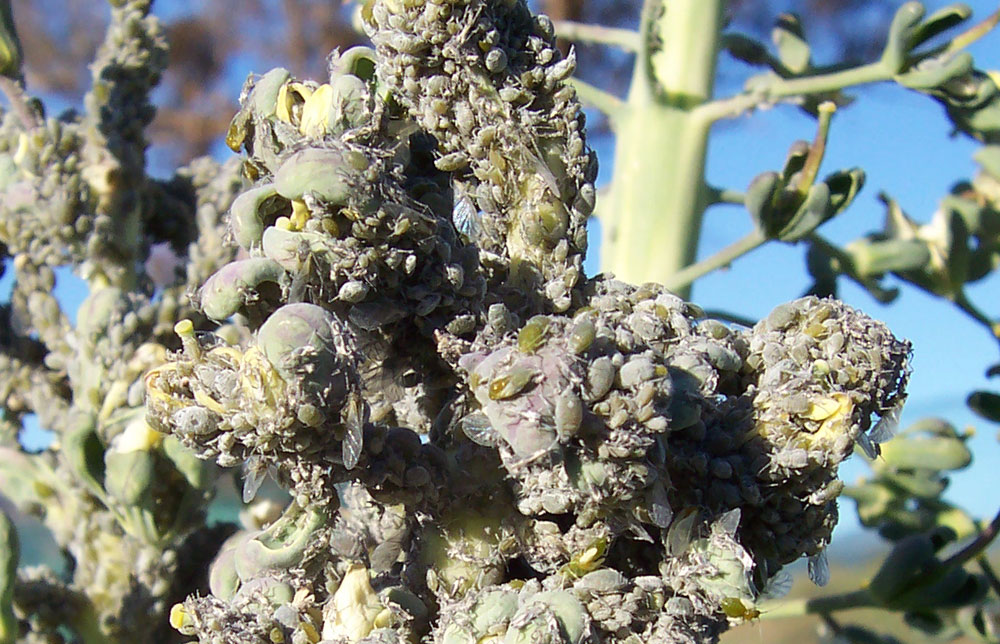
Enxame de afídeos sobre brócolos.

O Phylloxera vastatrix, insecto que cria enormes prejuízos nas vinhas ao atacar as folhas e raízes das videiras está também relacionado com os afídeos. A sua forma de reprodução assemelha-se à do Aphis rosae, acima descrita sumariamente. No Outono, é posto apenas um ovo fértil por cada uma das fêmeas ápteras, numa fenda da casca da videira, onde fica protegido durante o Inverno. Deste ovo nascerá outra fêmea áptera, na Primavera, que fará uma escoriação (galha) nas folhas jovens, onde fará a postura de uma quantidade apreciável de ovos. Alguns dos espécimes juvenis repetem a operação de pôr novos ovos em novas folhas (formas galícolas), enquanto que outros descem até às raízes da planta, constituindo as chamadas "formas radícolas". Estas, tal como as formas primaveris, reproduzem-se assexuadamente, dando origem a gerações sucessivas de espécimes capazes da postura de ovos. No curso do Verão, de alguns dos ovos nascem fêmeas aladas com a capacidade de pôr ovos dos quais nascerão machos e fêmeas ápteras. Da união sexual destes descendentes, nascerão os ovos que eclodirão na Primavera.
Existe uma espécie de afídeo do repolho que se reproduz especialmente no Verão. Todos os seus espécimes são fêmeas que podem sobreviver por mais de 41 gerações sucessivas. De facto, se muitos não morressem durante essa multiplicação, o seu número ascenderia a mais de mil quatriliões e meio de espécimes (1,5 x 1027) no final da estação. Cálculos efectuados por Herrick indicavam que um único piolho-da-couve (Brevicoryne brassicae), com 1 mg de peso poderia, teoricamente, originar uma população cujo peso ascenderia a {\displaystyle 822000000000} de toneladas (cerca de cinco vezes o total do peso estimado da população humana) - claro que restrições de alimento, os predadores entomófagos e outras contrariedades não permitem tal proliferação. As fêmas têm dois cromossomas sexuais - os machos têm apenas um.

## Evolução

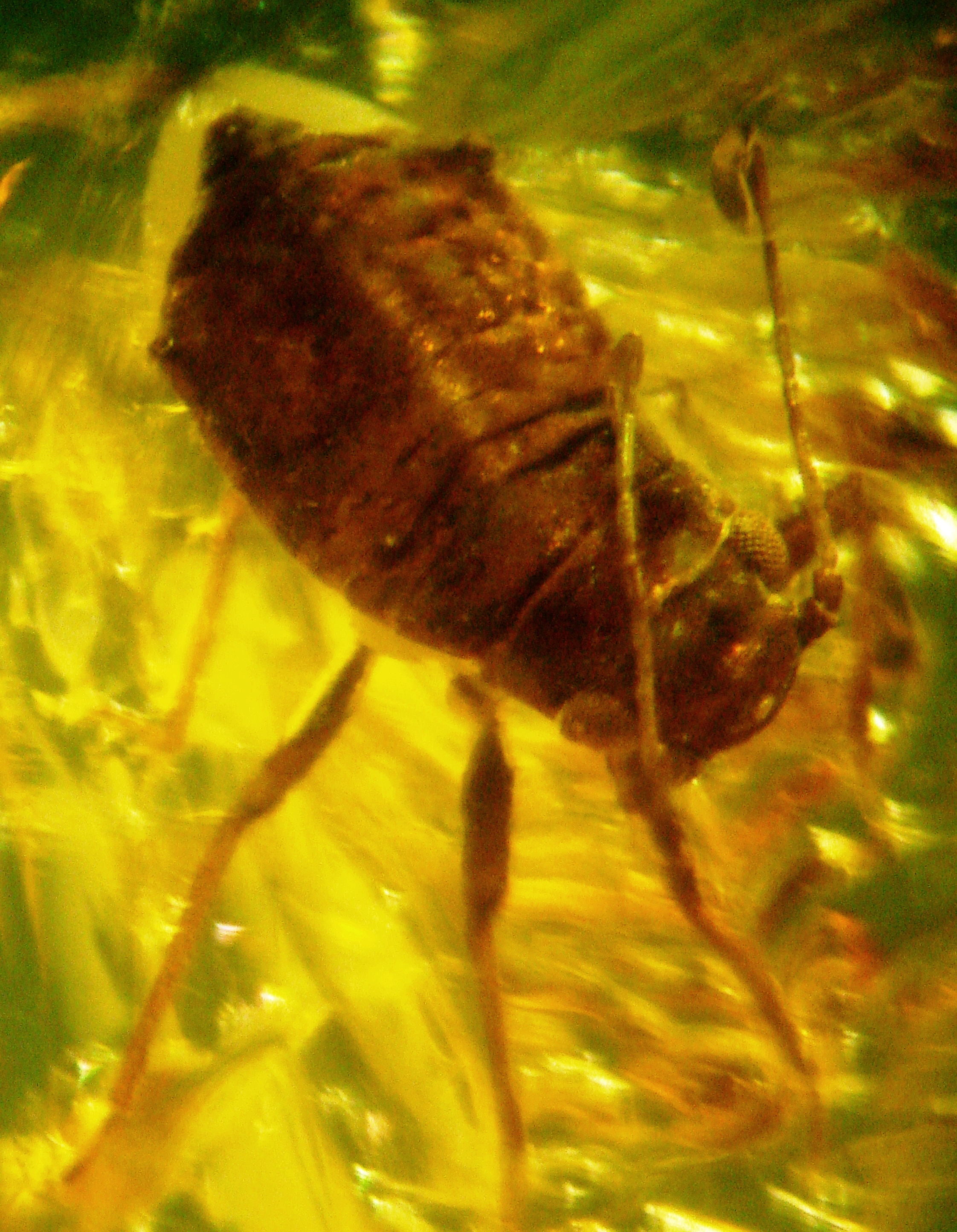
Pulgões em âmbar do Báltico

Os afídeos apareceram, provavelmente, há 280 milhões de anos, no Carbonífero. Crê-se que se alimentassem de gimnospérmicas como as Cordaitales e Cycadophyta. O fóssil mais antigo de afídeo pertence à espécie Triassoaphis cubitus do Triássico. Existiam, então, poucas espécies de afídeos que só começaram a aparecer em maior número com a existência de angiospermas há 140/160 milhões de anos, no Cretácico Inferior, que permitiram a especialização destes insectos por diversas plantas. Os Prociphilini (Pemphigidae), Mindarus (Mindaridae) e os Neophyllis (Drepanosiphidae), por exemplo, parece que foram os primeiros a se relacionar de forma mais exclusiva com as coníferas.
Os primeiros afídeos não eram exactamente como os actuais. Órgãos como a cauda ou os sifúnculos não se desenvolveram senão a partir do Cretácico.
A maior parte das famílias de afídios foi afectada pela Extinção K-T, que vitimou também os dinossauros.

## Importância económica e controlo

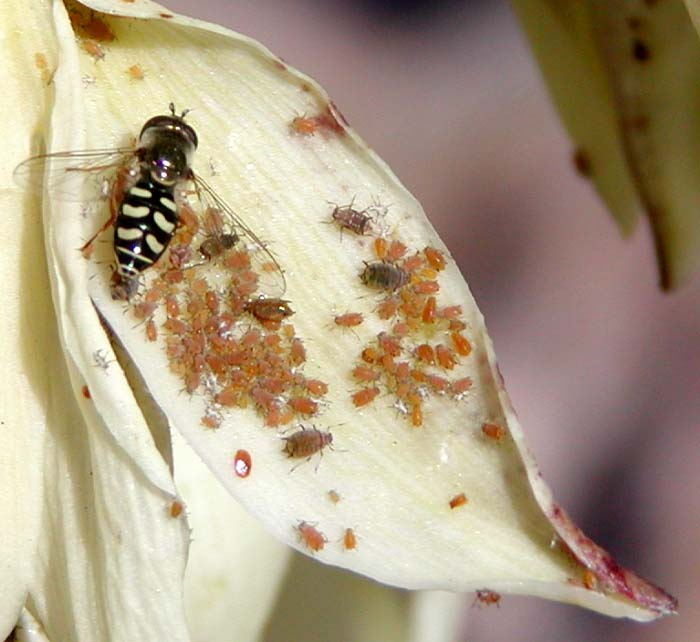
Um sirfídeo, provavelmente a ovipositar junto à colónia de afídeos. A larva ao eclodir irá alimentar-se dos afídios. Os sirfídeos constituem um dos meios naturais de controlo da população de afídeos.

Os afídios são uma das pragas que mais preocupam agricultores e silvicultores, não só porque diminuem o rendimento das plantas, cuja seiva lhes é retirada, colonizando, em grande número, caules, folhas, gemas, flores, frutos e raízes, como propiciam outros problemas. A melada que segregam favorece o aparecimento de fungos. As plantas sofrem também com a transmissão de fitovírus de planta para planta, injectados pelo afídeo ao perfurarem os vasos condutores da planta enquanto se alimenta. Isso acontece, por exemplo, na batata, cereais, beterraba-sacarina e citrinos Tais infecções víricas podem mesmo levar à morte da planta.
Uma das formas de controlar o seu aparecimento nas culturas é incentivando e protegendo as espécies  de insectos que deles se alimentam (afidófagos), como os Syrphidae, os Cicindelinae, os Hemerobiidae e alguns Hymenoptera (ainda que as formigas, deste grupo, incentivem a sua propagação, algumas vespas ajudam ao seu controle, como as vespas parasitóides). Entre outros importantes inimigos naturais dos afídeos podemos ainda referir a larva do mosquito Aphidoletes aphidimyza, aranhas da família Thomisidae (aranhas-caranguejo), crisopídeos, fungos entomopatogénicos, como o Lecanicillium lecanii e os Entomophthorales.
Existem diversos insecticidas utilizados no seu controlo, mas é preferível utilizar produtos orgânicos ou que respeitem os predadores naturais da praga. Uma solução ecológica e não-tóxica consiste em produzir uma calda com base em óleo mineral que deve ser aplicada na planta durante o tempo quente (preferível mais de 40º Celsius, embora tais temperaturas sejam raras no início da Primavera, altura em que esta calda se tornaria realmente útil, já que não permite o desenvolvimento embrionário dos afídios, ainda no ovo), desde que não se preveja um súbito arrefecimento nas 24 horas subsequentes. Para produzir essa calda, deve-se ferver e misturar muito bem 4 litros de óleo mineral com 1/2 kg de sabão à base de óleo e dois litros de água. Juntam-se, depois, vinte partes de água para uma parte deste preparado, misturando bem e aplicando imeditamente para que os componentes não se desagreguem. No caso de citrinos, não convém utilizar este preparado caseiro, já que a película que se forma pode causar danos nas folhas.

## Algumas espécies
- Piolho-da-couve (Brevicoryne brassicae)
- Piolho-da-maçã ou Pulgão-verde-da-macieira (Aphis mali ou Aphis pomi)
- Piolho-da-roseira (Macrosiphum rosae ou Aphis rosae)
- Piolho-do-algodão (Aphis gossypii)
- Piolho-do-lúpulo ( Phorodon humuli)
- Piolho-do-pessegueiro (Anuraphis persicae e Myzus persicae);[1]
- Piolho-grande-da-ervilha (Acyrthosiphon pisum)
- Piolho-negro-da-fava (Aphis fabae)
- Várias espécies designadas como piolho-verde.
- Várias espécies designadas como piolho-negro.
- Piolho-verde-do-pessegueiro (Hyalopterus arundinis ou  Myzus persicae)
- Pulgão-da-bananeira (Pentalonia nigronervosa)
- Pulgão-da-erva-doce (Cavariella aegopodii ou Hyadaphis foeniculi)
- Pulgão-da-espiga (Sitobion granarium, ou Macrosiphum avenae e a espécie Sitobion fragariae)
- Pulgão-grande-da-batatinha ou pulgão-da-batata (Macrosiphum euphorbiae)
- Pulgão-lanígero-das-macieiras (Eriosoma lanigerum)[1]
- Pulgão-negro-do-pessegueiro - Anuraphis persicae